# Gyeongsang Meridionale
La provincia del Gyeongsang Meridionale (Gyeongsangnam-do; 경상남도; 慶尚南道) è una delle suddivisioni amministrative della Corea del Sud.
Venne creata nel 1896 insieme alla provincia del Gyeongsang Settentrionale dalla divisione della precedente provincia di Gyeongsang.
Il capoluogo è Changwon.

## Geografia antropica

### Suddivisioni amministrative
Il Gyeongsang Meridionale è suddiviso in 8 città (si) e 10 contee (gun).

#### Città
| - Changwon (창원시; 昌原市, capoluogo) - Geoje (거제시; 巨濟市) - Gimhae (김해시; 金海市) - Jinju (진주시; 晋州市) | - Miryang (밀양시; 密陽市) - Sacheon (사천시; 泗川市) - Tongyeong (통영시; 統營市) - Yangsan (양산시; 梁山市) |

#### Contee
| - Contea di Changnyeong (창녕군; 昌寧郡) - Contea di Geochang (거창군; 居昌郡) - Contea di Goseong (고성군; 固城郡) - Contea di Hadong (하동군; 河東郡) | - Contea di Haman (함안군; 咸安郡) - Contea di Hapcheon (합천군; 陜川郡) - Contea di Hamyang (함양군; 咸陽郡) | - Contea di Namhae (남해군; 南海郡) - Contea di Sancheong (산청군; 山淸郡) - Contea di Uiryeong (의령군; 宜寧郡) |

## Monumenti e luoghi di interesse

### Architetture religiose
Situato sui pendii del monte Yeongchuksan, il tempio Tongdosa venne fondato nel 646 durante il regno di Silla ed è il più grande in Corea. È famoso per l'assenza di statue di Buddha, in quanto quali le sharira (reliquie del Buddha) sostituiscono le statue. Nel complesso del tempio si trova anche un museo dedicato alla preservazione dei dipinti dei templi buddhisti. Tongdosa è stato inserito nella lista dei patrimoni mondiali dell'UNESCO nel 2018.

### Architetture civili
Situato sopra una rupe sul fiume Namgang, il padiglione Chokseongnu fu costruito nel 1241 (durante la dinastia Goryeo) e usato, in guerra, come posto di comando e, in tempi di pace, come luogo dove tenere gli esami di stato. La struttura subì danni da incendio durante la guerra di Corea e fu ristrutturata nel 1960.

### Architetture militari
La fortezza di Jinju nacque come castello di fango, ma venne ricostruito in pietra nel 1379, durante la dinastia Goryeo. Nel XX secolo è stato oggetto di tre progetti di restauro: nel 1969, nel 1979 e nel 1992. È particolarmente importante per il suo ruolo nella guerra Imjin contro il Giappone: nel 1592 è stata infatti luogo di una delle tre più grandi vittorie dell'esercito di Joseon guidato dal generale Kim Si-min, che bloccò l'avanzata dei nemici. L'anno successivo, però, settantamila coreani persero la vita in battaglia.

### Aree naturali
La valle Baenaegol è lunga 8 km ed è circondata dalle alte cime dell'insieme di montagne chiamate Alpi di Yeongnam. Il nome può essere tradotto come "Valle delle pere", dato dai peri selvatici che vi crescono nei dintorni. Lo sciroppo di acero mono prodotto in primavera è famoso in tutta la nazione.

## Cultura

### Musei
Il Museo nazionale di Jinju venne aperto per promuovere la cultura dell'antico regno di Gaya e dedicarsi alla ricerca archeologica nel Gyeongsang Meridionale occidentale, ma in seguito si è concentrato anche sulla guerra Imjin e la storia generale dell'Asia orientale.
Il Museo di Yansan è stato aperto nel 2013 per preservare e studiare i reperti che sono stati trovati durante gli scavi nell'area di Yangsan. Il design ricorda i dolmen di Singi-dong e le linee curve dei cornicioni nella sala Daeungjeon del tempio di Tongdosa.

### Eventi
Il festival delle lanterne di Jinju si svolge ogni anno nei primi di ottobre lungo il fiume e attorno alla fortezza della città. Deve le sue origini alla guerra Imjin, quando le lanterne venivano lasciate sul fiume Namgang come segnali militari.